# Estació de Schaerbeek
L'estació de Schaerbeek és una estació de tren al municipi belga de Schaerbeek (Regió de Brussel·les-Capital).